# Holterdorf (Melle)
Holterdorf ist ein Ortsteil der Stadt Melle im Landkreis Osnabrück in Niedersachsen. Der Ort bildete bis 1972 eine Gemeinde im damaligen Landkreis Melle und gehört heute zum Meller Stadtteil Neuenkirchen.

## Geographie
Holterdorf liegt am südlichen Rand der Stadt Melle. Der Ort besitzt keinen Dorfkern, sondern besteht aus westlich von Neuenkirchen verstreut liegenden Einzelhöfen. Im Süden grenzt die Gemarkung Holterdorf an die nordrhein-westfälische Stadt Borgholzhausen.

## Geschichte
Die Bauerschaft Holterdorf gehörte bis zu den Napoleonischen Kriegen zum Amt Grönenberg des Hochstifts Osnabrück. Von 1807 bis 1810 gehörte Holterdorf zum Kanton Neuenkirchen des napoleonischen Satellitenstaats Königreich Westphalen. Von 1811 bis 1813 gehörte der Ort unmittelbar zu Frankreich und dort zur Mairie Neuenkirchen im Arrondissement Osnabrück des Departements der Oberen Ems. 1814 kam Holterdorf zum Königreich Hannover und gehörte dort wieder zum Amt Grönenberg. 1867 fiel Holterdorf mit dem gesamten Königreich Hannover an Preußen und seit 1885 gehörte die Gemeinde zum Kreis Melle. Innerhalb des Kreises Melle gehörte Holterdorf zur Samtgemeinde Neuenkirchen. Am 1. Juli 1972 wurde Holterdorf im Rahmen der Gebietsreform in Niedersachsen Teil der Stadt Melle.

## Einwohnerentwicklung

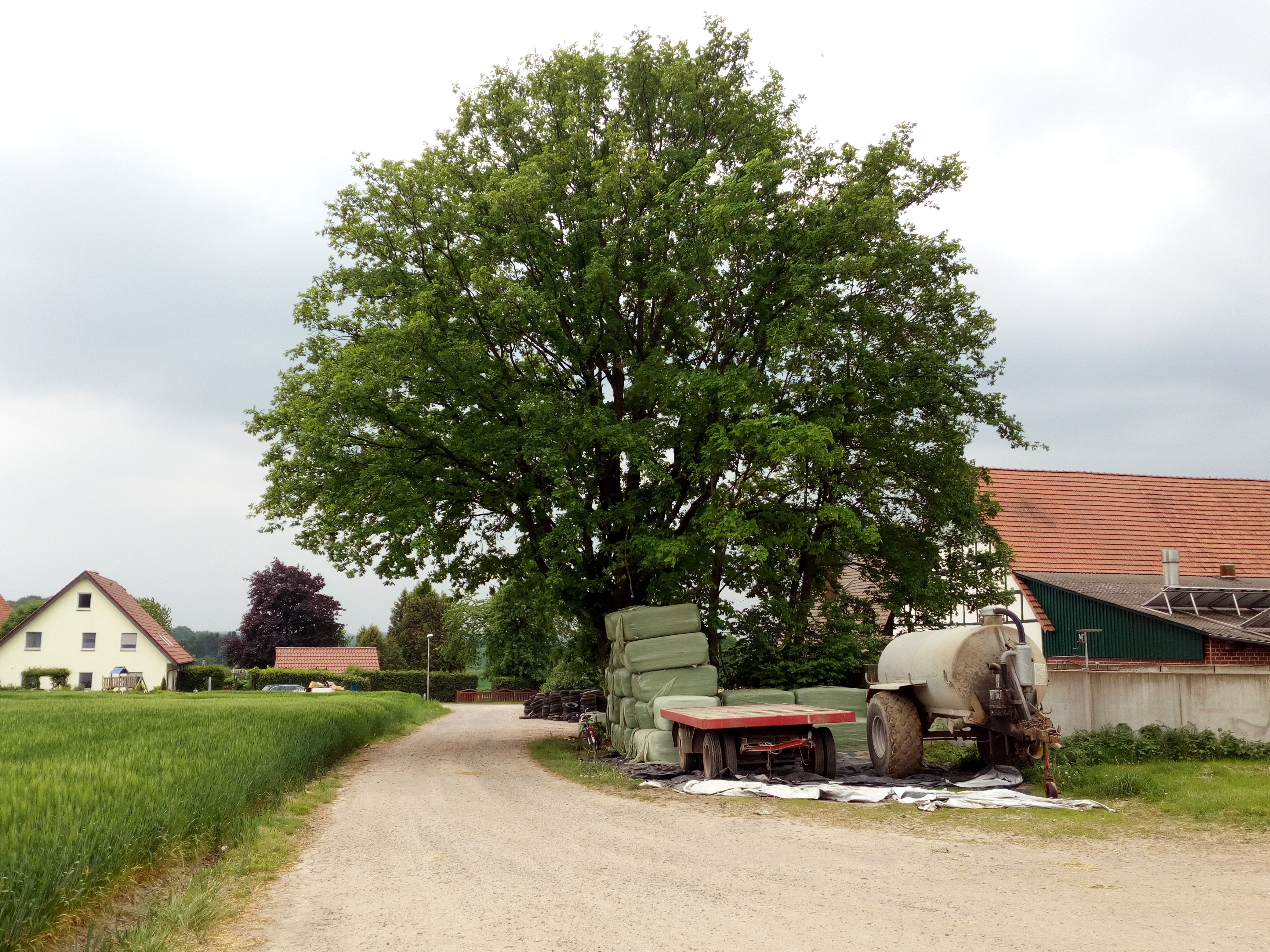
Die Knorreiche

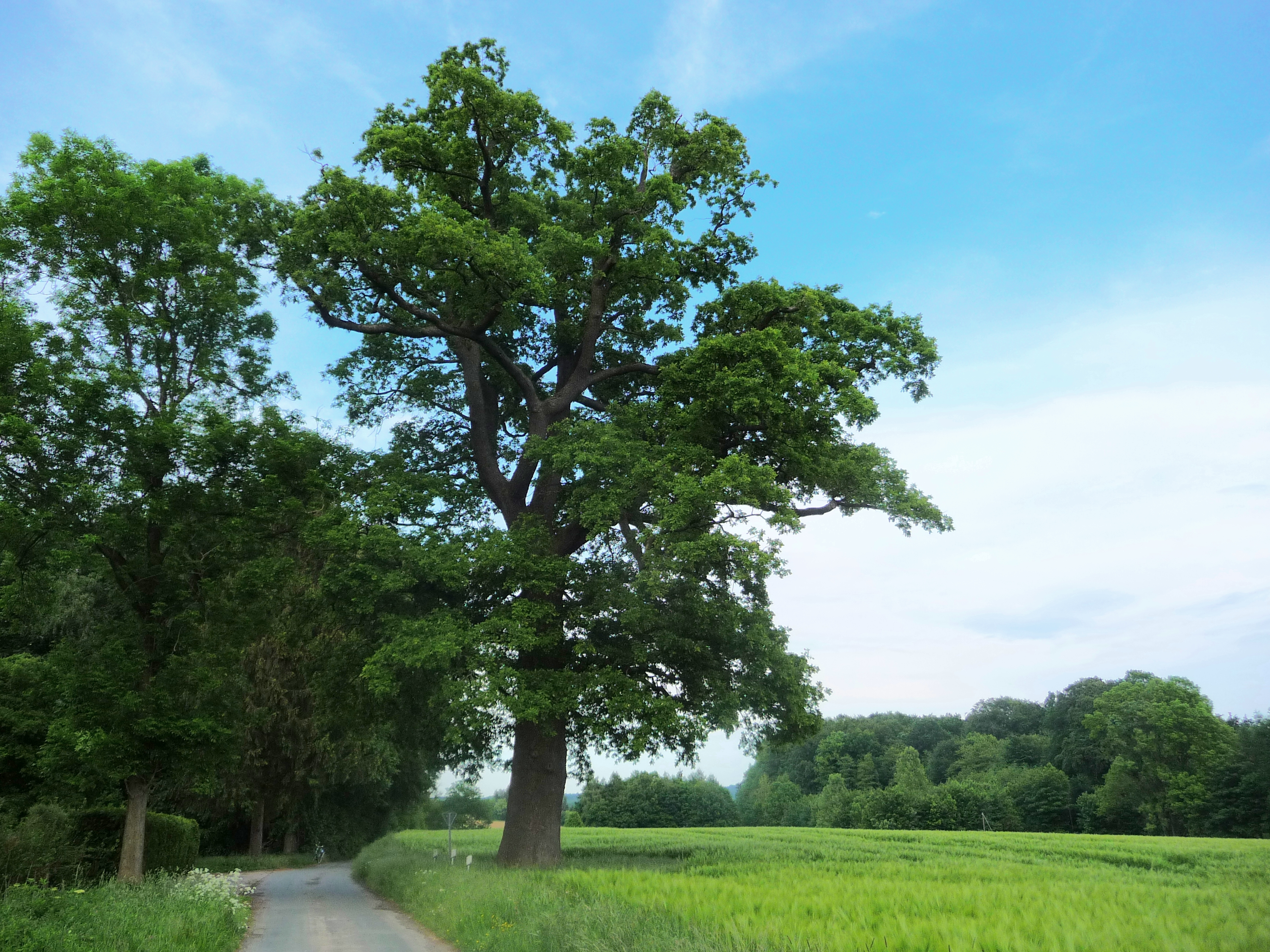
Eiche am Hördener Weg

| Jahr | Einwohner | Quelle |
| ---- | --------- | ------ |
| 1871 | 487       | [ 3 ]  |
| 1910 | 449       | [ 4 ]  |
| 1939 | 334       | [ 5 ]  |
| 1950 | 543       | [ 6 ]  |
| 1961 | 360       | [ 6 ]  |
| 1970 | 334       | [ 6 ]  |
| 2014 | 245       | [ 2 ]  |

## Bau- und Naturdenkmäler
In Holterdorf sind zwei landwirtschaftliche Gebäude an der Borghofstraße und am Hördener Weg denkmalgeschützt. Die Knorreiche am Upmeyers Weg 8 sowie eine Eiche am Hördener Weg sind Naturdenkmale.